# Diemitz (Mirow)
Diemitz ist ein Ortsteil der Stadt Mirow im Landkreis Mecklenburgische Seenplatte in Mecklenburg-Vorpommern mit etwa 100 Einwohnern.

## Geographie und Verkehrsanbindung
Diemitz liegt am Vilzsee, der Teil der Müritz-Havel-Wasserstraße ist, 10 km südlich von Mirow und 4 km östlich von Schwarz. In der Gemarkung Diemitz liegt die Diemitzer Schleuse mit dem gleichnamigen Wohnplatz.
Über die K 4 erreicht man über die Siedlung Schwarzer Forsthof am Zethner See Schwarz in westlicher Richtung und in nordöstlicher Richtung erreicht man über die K 5 Grünplan, Luhme, Fleeth, Fleether Mühle, Mirow und die Bundesstraße 122. 

## Geschichte
Der Ortsname leitet sich vom Slawischen dymec ab, was Rauchstätte bedeutet.
Diemitz wurde im 13. Jahrhundert von einem Ritter unterhalb seiner Burg gegründet und 1237 erstmals urkundlich erwähnt. Aufgrund des menschenunwürdigen Verhaltens des Ritters wurde die Burg durch aufständische Bauern zerstört. Die Rechte an dem Dorf kamen über den Ritter von Malchow an das Kloster Dobbertin. Das Dorf verblieb, wie Schwarz und Lärz, bis 1918 im Besitz des Klosters Dobbertin. Bis 1934 gehörte Diemitz zum Freistaat Mecklenburg-Schwerin. 
2004 wurde die bis dahin selbstständige Gemeinde Diemitz nach Mirow eingemeindet.

## Sehenswürdigkeiten
In der Liste der Baudenkmale in Mirow sind für Diemitz zwei Baudenkmale aufgeführt.

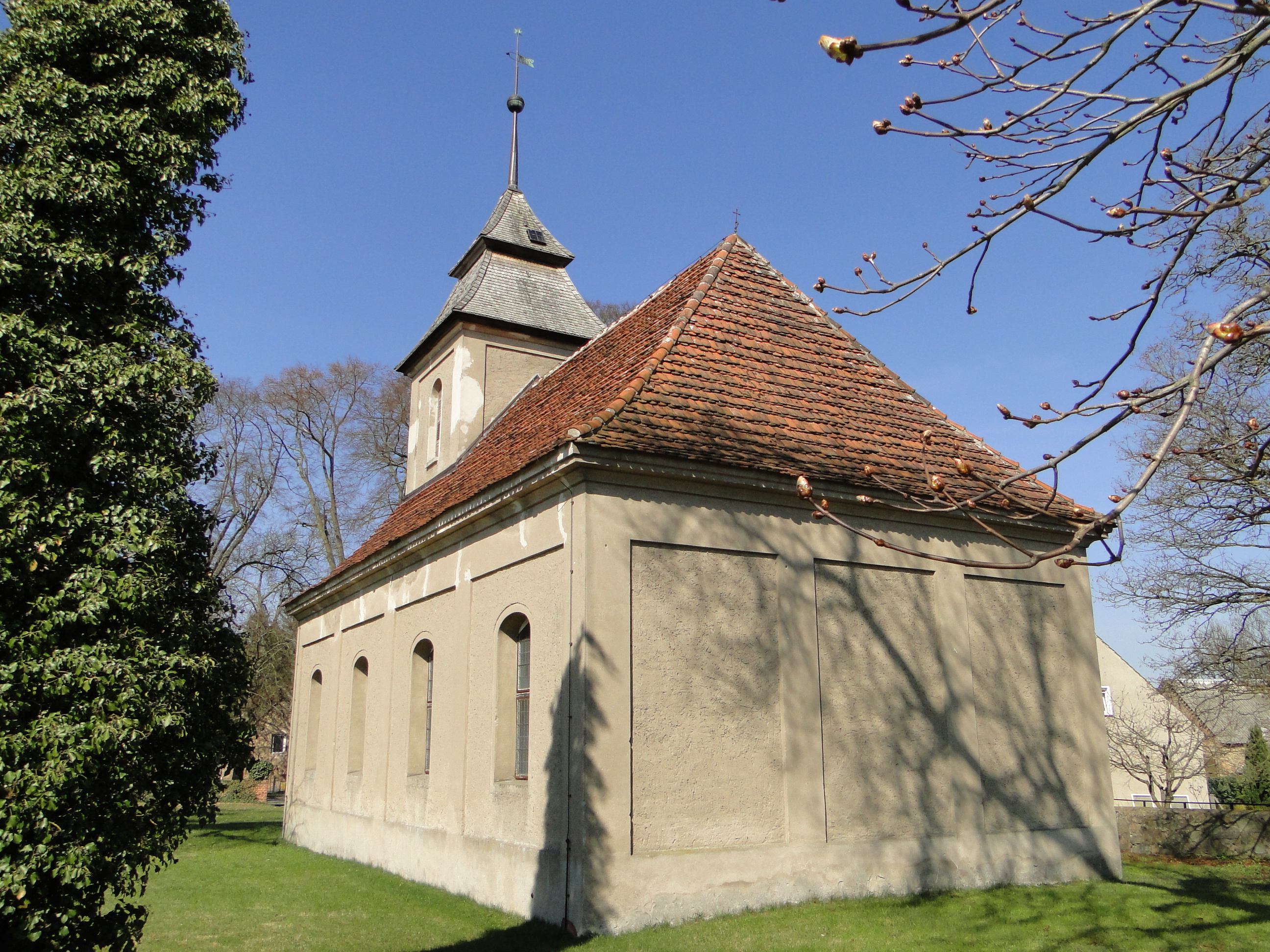
Dorfkirche Diemitz

- Dorfkirche: Klassizistische verputzte Backsteinkirche von 1764/65 mit Kanzelaltar im Rokokostil, Patronatsloge, Orgel der Firma Schlag & Söhne aus Schweidnitz, Taufbecken und Westturm mit zwei Glocken aus der Zwischenkriegszeit. Die Vorgängerkirche brannte vollständig ab. Bis 1918 war die Diemitzer Kirche Filialkirche von Lärz; heute gehört sie zur evangelisch-lutherischen Kirchengemeinde Schwarz in der Propstei Neustrelitz.[4]